# Livio Sciandra
Livio Sciandra (Torino, 23 settembre 1980) è un ex mezzofondista italiano, specializzato negli 800 metri piani.
Il suo risultato più importante fu la medaglia di bronzo alle Universiadi di Bangkok del 2007. Nel 2009 si classificò quarto ai Giochi del Mediterraneo di Pescara. È stato tre volte campione italiano assoluto degli 800 metri piani.

## Progressione

### 800 metri piani
| Stagione | Risultato | Luogo              | Data      | Rank. Mond. |
| -------- | --------- | ------------------ | --------- | ----------- |
| 2009     | 1'47"24   | Rieti              | 6-9-2009  |             |
| 2009     | 1'47"24   | Tangeri            | 12-7-2009 |             |
| 2008     | 1'47"12   | Milano             | 2-7-2008  |             |
| 2007     | 1'45"93   | Lignano Sabbiadoro | 15-7-2007 |             |
| 2006     | 1'46"66   | Lignano Sabbiadoro | 16-7-2006 |             |
| 2005     | 1'46"63   | Conegliano Veneto  | 17-6-2005 |             |
| 2004     | 1'46"26   | Torino             | 4-6-2004  |             |
| 2003     | -         | -                  | -         | -           |
| 2002     | 1'48"13   | Torino             | 7-6-2002  |             |
| 2001     | 1'49"26   | Mezzano            | 19-8-2001 |             |
| 2000     | 1'48"98   |                    |           |             |

## Palmarès
| Anno | Manifestazione          | Sede    | Evento      | Risultato | Prestazione | Note                                     |
| ---- | ----------------------- | ------- | ----------- | --------- | ----------- | ---------------------------------------- |
| 2007 | Universiadi             | Bangkok | 800 m piani | Bronzo    | 1'46"19     |                                          |
| 2009 | Giochi del Mediterraneo | Pescara | 800 m piani | 4º        | 1'48"25     | Miglior prestazione personale stagionale |

## Campionati nazionali
- 3 volte campione italiano assoluto degli 800 metri piani (2003, 2007, 2008)
- 2 volte campione italiano assoluto degli 800 metri piani indoor (2002, 2008)

2002
- Oro ai campionati italiani assoluti di atletica leggera indoor, 800 metri - 1'47"62

2003
- Oro ai campionati italiani assoluti di atletica leggera, 800 metri - 1'48"33

2006
- Bronzo ai campionati italiani assoluti di atletica leggera, 800 metri - 1'50"94
- Argento ai campionati italiani assoluti indoor, 800 m piani - 1'52"15

2007
- Oro ai campionati italiani assoluti di atletica leggera, 800 metri - 1'51"18

2008
- Oro ai campionati italiani assoluti di atletica leggera indoor, 800 metri - 1'48"47
- Oro ai campionati italiani assoluti di atletica leggera, 800 metri - 1'48"43

2009
- Argento ai campionati italiani assoluti di atletica leggera, 800 metri - 1'49"50

2010
- Bronzo ai campionati italiani assoluti di atletica leggera, 800 metri - 1'51"54

2011
- Bronzo ai campionati italiani assoluti di atletica leggera indoor, 800 metri - 1'53"62
- Bronzo ai campionati italiani assoluti di atletica leggera, 800 metri - 1'50"00